# Twinsburg Heights
Twinsburg Heights – jednostka osadnicza w Stanach Zjednoczonych, w stanie Ohio, w hrabstwie Summit.